# Laatikka
Laatikka är en ö i Finland. Den ligger i sjön Painio och i kommunen Somero i den ekonomiska regionen  Salo ekonomiska region och landskapet Egentliga Finland, i den södra delen av landet, 80 km nordväst om huvudstaden Helsingfors. Öns area är 2 hektar och dess största längd är 280 meter i öst-västlig riktning.